# Ansty, West Sussex
Ansty är en ort i Storbritannien.   Den ligger i grevskapet West Sussex och riksdelen England, i den södra delen av landet, 60 km söder om huvudstaden London. Ansty ligger 70 meter över havet och antalet invånare är 200.
Terrängen runt Ansty är platt, och sluttar söderut.Runt Ansty är det tätbefolkat, med 383 invånare per kvadratkilometer. Närmaste större samhälle är Brighton, 18,3 km söder om Ansty. Trakten runt Ansty består i huvudsak av gräsmarker.